# Fletcher Johnson
Fletcher Johnson (Englewood, 31 maggio 1931 – 4 ottobre 2008) è stato un cestista statunitense.

## Carriera
Venne selezionato dai Syracuse Nationals al nono giro del Draft NBA 1954 (74ª scelta assoluta), ma non giocò mai nella NBA.